# Нейнгоф
Нейнгоф — поселение этнических немцев (немецкое поселение) в Посьетском районе Южно-Усурийского округа Российской империи, также встречается написание Нейгоф или Нойхоф, в настоящее время не существует.
Образовано ориентировочно в 1865 году (по другим данным конец XIX — начало XX века), расселено в 1929 году.

## География
Поселение располагалось в долине, в 10 км от поселения Брусье.
"Памятная книжка Приморской области на 1913 г. Владивосток, 1913".
«От дер. Брусье в полуверсте образованы переселенческие участки: к северу — Хедими (Прекратила существование в 1929 году, проживали корейские переселенцы), к западу — Одноречный (Прекратил существование в 1929 году), через оба эти участка проложены дороги, которые через 2 — 3 версты превращаются в тропы; последние, переходя через перевал, соединяют Брусье с долинами Сидеми и Адими. На правом берегу реки Брусье по речке Тумунзе расположен участок Нейнгоф (прекратил существование в 1929 году). Дорога, соединяющая Нейнгоф со Славянкой, на протяжении 10 верст имеет два каменистых перевала… Характер этих участков долинный — степной ближе к морю и значительно лесистый — вдали, ближе к лесным дачам, окаймляющим район с северо-запада.

## История

### 1865—1928
Основано немецкими переселенцами в конце XIX века. Основную часть немецкого населения в Нейнгофе составляли прежде всего потомки немецких крестьян-колонистов. Население в основном занималось сельским хозяйством, выращиванием бобов, кукурузы, картофеля, огородных овощей.

### 1929
В 1929 году «массовое кооперирование советского крестьянства» в полной мере распространилось и на Посьетский район, началось принудительное объединение хуторов в колхозы, тогда же территория была объявлена районом «сплошной коллективизации». Изгнание жителей проводилось по критериям политической, социальной и этнической «неблагонадежности». Немецкие хозяйства (как «кулацкие») к 1930 году были ликвидированы. Переселение из приграничья происходило в основном в глубинные были переселены в труднодоступные районы Хабаровского края и Амурской области.

## Статистика
1915 год, население поселения составляло — 34 человека .

## Инфраструктура
Правление, а также ок. 10 домов.

## Религия
Евангелическо-лютеранская.

## Примечание
1. ↑  Карта части Владивостокского округа 1929 года.". Дата обращения: 20 апреля 2025. Архивировано 20 апреля 2025 года.
2. ↑  Статья Б.С. Любатовича «Посьетский район». Дата обращения: 6 ноября 2023. Архивировано 15 ноября 2022 года.»
3. ↑  Немцы России: населенные пункты и места поселения: энциклопедический словарь / Сост.: В.Ф. Дизендорф.". Дата обращения: 20 апреля 2025. Архивировано 20 апреля 2025 года.
4. ↑  [https://wolgadeutsche.net/diesendorf/Verzeichnis_bis_1941.pdf НЕМЕЦКИЕ НАСЕЛЕННЫЕ ПУНКТЫ
В СССР ДО 1941 г."]. Дата обращения: 20 апреля 2025. Архивировано 5 января 2023 года.